# Stadion FK Viktoria Žižkov
Das Stadion FK Viktoria Žižkov ist ein Fußballstadion in der tschechischen Hauptstadt Prag. Der Fußballverein FK Viktoria Žižkov trägt hier traditionell sonntags um 10:15 Uhr seine Heimspiele aus. Die Anlage befindet sich mitten in einem Wohngebiet im dicht besiedelten Stadtteil Žižkov. Es liegt nur wenige hundert Meter vom Hauptbahnhof Praha hlavní nádraží und dem Fernsehturm Žižkov entfernt. Von seiner Eröffnung bis in das Jahr 2011 hieß die Spielstätte Stadion Viktoria. Von 2011 bis 2014 trug es den Sponsorennamen eFotbal Aréna, nach dem tschechischen Fußball-Internetportals eFotbal.cz. Gegenwärtig fasst das Viktorka 5600 Zuschauer auf Sitzplätzen.

## Geschichte
Das Stadion entstand 1952 an der Stelle eines Platzes der Firmenmannschaft SS Plincner. Die ursprüngliche Kapazität betrug rund 15.000 Zuschauer. 1966 wurde der Aschenplatz im Stadion durch eine Rasenspielfläche ersetzt. Zwei Jahre später entstand auf der Nordseite des Stadions eine überdachte Sitzplatztribüne für 2000 Zuschauer. Eine Flutlichtanlage erhielt die Spielstätte 1973.
Nach der Samtenen Revolution gab es jahrelangen Streit, wem das Grundstück unter dem Stadion gehört. Schließlich verpachtete der Eigentümer, die Stadt Prag den Grund für 80 Jahre an den Verein. Anschließend konnte der Klub mit dem lange anvisierten Umbau des Stadions beginnen. 2002 ersetzte der Verein die Stehplätze auf der West- und Südtribüne mit roten- und weißen Kunststoffsitzschalen. Dadurch sank die Kapazität von 8000 auf 5700 Besucher. Außerdem wurde das Spielfeld auf 105 × 68 Meter erweitert, um die Anforderungen des Verbandes an ein Stadion der höchsten Liga zu erfüllen. Ein Jahr später modernisierte Viktoria dann die Haupttribüne und ließ eine neue Flutlichtanlage installieren. Die Kapazität sank durch diese Maßnahmen abermals, die eFotbal Aréna fasste zu diesem Zeitpunkt nur noch 4600 Zuschauer. Im Sommer 2007 schließlich entstand auf der bisher freien Ostseite eine neue Tribüne mit 1000 Sitzplätzen. Auf der West- und Südtribüne tauschte der Klub die alten Sitzschalen aus. Darüber hinaus entstand neben der Haupttribüne ein neues Vereinsheim mit Fanshop und weiteren Klubräumen.
In der Saison 2008/09 der Gambrinus Liga trug auch FK Bohemians Prag (vormals FC Střížkov Praha 9) seine Heimspiele im Stadion Viktoria aus, weil der zuvor genutzte Platz im Stadtteil Horní Počernice die Auflagen des tschechischen Fußballverbandes nicht erfüllte.

## U-19-Fußball-Europameisterschaft 2008
2008 war das Stadion Viktoria eines von sechs Stadien der U-19-Fußball-Europameisterschaft in Tschechien. Es fanden zwei Gruppenspiele im Viktorka statt.
- 14. Juli 2008, Gruppe A:  Bulgarien –  Ungarn 0:1 (0:1)
- 20. Juli 2008, Gruppe A:  Spanien –  Bulgarien 4:0 (2:0)

## Galerie

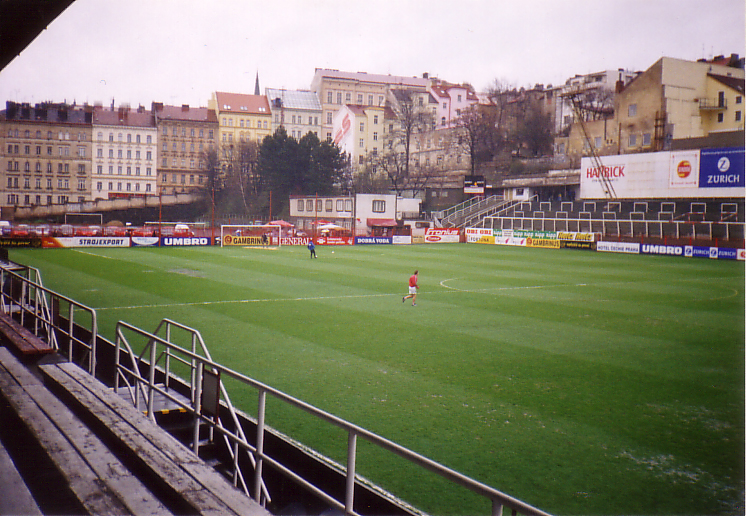
Das Stadion vor der Renovierung (2002)
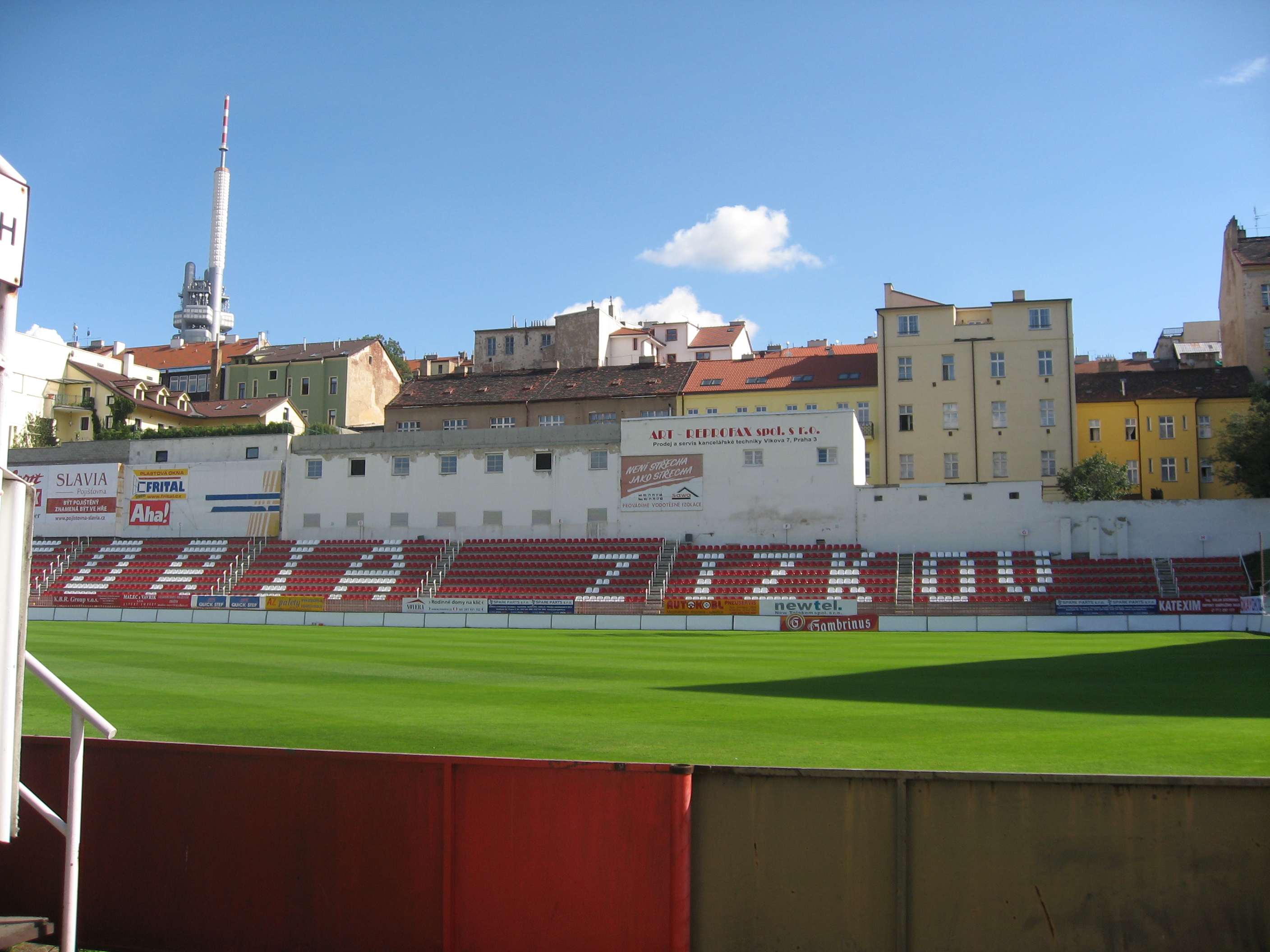
Das Stadion Viktoria in Prag (2007)